# Dendrobium infractum
Dendrobium infractum är en orkidéart som beskrevs av Johannes Jacobus Smith. Dendrobium infractum ingår i släktet Dendrobium, och familjen orkidéer. Inga underarter finns listade i Catalogue of Life.